# Bunga Melur (Semidang Gumay)
Bunga Melur is een bestuurslaag in het regentschap Kaur van de provincie Bengkulu, Indonesië. Bunga Melur telt 641 inwoners (volkstelling 2010).